# Sloterdijkerbrug
De Sloterdijkerbrug (brug 321) is een dubbele houten ophaalbrug in Amsterdam-Centrum.
Ze overspant de Prinseneilandsgracht. Ze vormt niet alleen de doorgaande route tussen de Sloterdijkstraat op het vasteland en de Galgenstraat op het Prinseneiland, maar ook tussen beide kades van die gracht Nieuwe Teertuinen en Prinseneiland, de straat. Rondom de brug is een aantal gemeentelijke en rijksmonumenten te vinden. De brug is zelf vanaf 1995 een gemeentelijk monument.
Er ligt hier al eeuwen een brug. De vroegste versie van de brug is neergelegd tussen 1625 (Balthasar Florisz. van Berckenrode tekende geen brug in op zijn plattegrond) en 1649 (Joan Blaeu tekende een oorgatbrug). De oorgatbrug is tevens terug te vinden op de stadsplattegrond van Gerrit de Broen uit 1737; dan staat ook haar naam al vermeld "Sloterdykker Brug" over de "Prince Eylands Graft". De moderne geschiedenis begint in 1862; de brug moet hersteld worden. In 1880 budgetteerde de gemeente Amsterdam de vernieuwing van de brug. Het was destijds gangbaar de ophaalbruggen te vervangen door vaste bruggen, maar Bastiaan de Greef, stadsarchitect bij de Dienst der Publieke Werken spande zich in het model van deze dubbele ophaalbrug wat het toen was te behouden. De jaren daarvoor was een groot deel van dit soort type brug (wipbrug) uit het stadsbeeld verdwenen, ook hier op de Westelijke Eilanden. Het had wel tot gevolg dat er om de zoveel jaar aan de brug gewerkt moest worden. In 1881 was de nieuwbouw klaar, in 1921 was er de vernieuwing van het wegdek, in 1922 de aanbruggen, in 1941 (in de Tweede Wereldoorlog dus) het schilderwerk. In 1952 werd in wezen een geheel nieuwe brug neergelegd naar oud model. Een veerpontje verzorgde tijdens het herstel de oeververbinding. Het scheelde een haartje of de brug was vervangen door een vaste brug. De baas van de Publieke Werken destijds, Gerrit Feiko Janssonius, heeft zich toen ingezet voor het behoud van deze brug. Het werk aan de brug was niet voorbij want in 1974 volgde een nieuwe balans, in 1980 werd het brugdek en in 1983 weer de balans vervangen. Begin 21e eeuw werd de brug geteisterd door zwaar vervoer vanwege de sanering van de wijk. Dit verkeer veroorzaakte in 2005 dusdanig schade dat de val en hameipoorten ontzet raakten. Alles moest worden vastgezet, zodat een vaste brug met het uiterlijk van een ophaalbrug ontstond. De brug werd het jaar daarop, toen de bouwwerkzaamheden minder werden, gerenoveerd en in oude staat teruggerestaureerd. 
Het is de enige dubbele houten ophaalbrug hier in de buurt die zich nog in originele staat bevindt. Alhoewel de Petemayenbrug, Zandhoeksbrug en in mindere mate de Drieharingenbrug hetzelfde uiterlijk hebben, dateren zij uit de jaren tachtig van de 20e eeuw, teruggerestaureerd als het ware. 
De uitleg van de vernoeming naar Sloterdijk valt in twee delen uiteen. Er zou in de Sloterdijkstraat een huis hebben gestaan genaamd Sloterdijk. De andere uitleg is dat men vanuit de straat en vanaf de brug het dorp Sloterdijk kon zien liggen. Een combinatie van die twee is ook nog mogelijk. Het uitzicht op Sloterdijk is er sinds eind 19e eeuw niet meer; er kwam de spoordijk voor/met de Spoorlijn Amsterdam - Rotterdam met daarin als doorkijkopening eigenlijk alleen de Spaarndammerspoorbrug. 

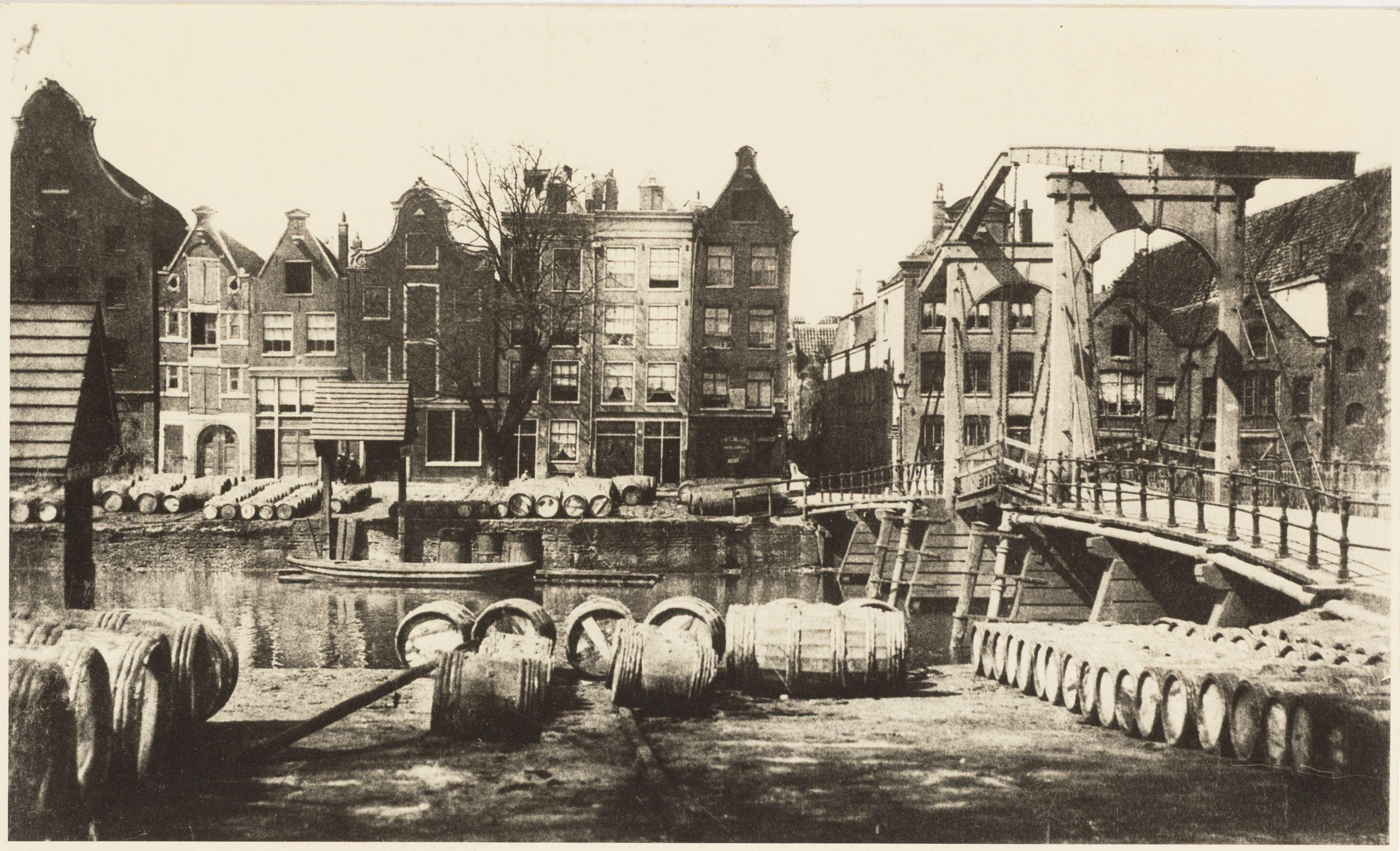
De brug tussen de teervaten (voor 1893)

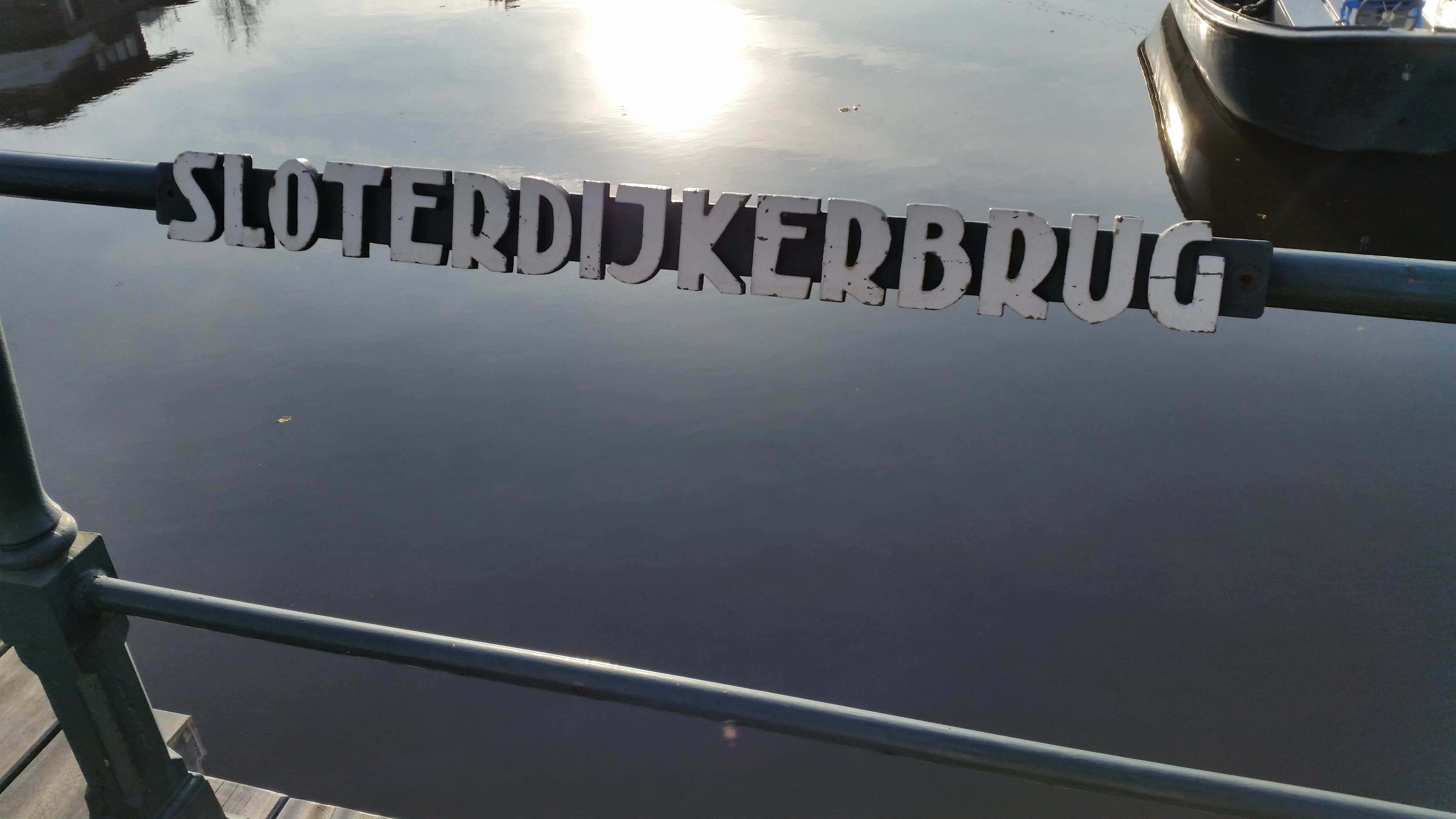
Naamplaat (november 2019)

<<< · 300 · 301 · 302 · 303 · 304 · 305 · 306 · 307 · 308 · 309 · 310 · 311 · 312 · 313 · 314 · 315 · 316 · 317 · 318 · 320 · 321 · 322 · 323 · 324 · 325 · 327 · 328 · 330 · 331 · 332 · 333 · 334 · 335 · 336 · 337 · 338 · 339 · 340 · 341 · 342 · 343 · 344 · 345 · 346 · 347 · 348 · 349 · 350 · 351 · 352 · 353 · 354 · 355 · 356 · 357 · 358 · 359 · 360 · 361 · 362 · 363 · 364 · 365 · 366 · 367 · 368 · 371 · 372 · 373 · 374 · 375 · 376 · 377 · 378 · 379 · 380 · 381 · 382 · 383 · 385 · 386 · 387 · 388 · 389 · 390 · 391 · 392 · 393 · 394 · 395 · 396 · 397 · 398 · 399 · >>>
Brugnummers 319, 326, 329 (tijdelijke duiker in de Ringspoordijk), 369, 370, 384 zijn niet (meer) vergeven.